# Buch (Schwaben)
Buch er den næststørste by i Regierungsbezirk Schwaben i den tyske delstat Bayern. Den er hjemsted for Verwaltungsgemeinschaft Buch.

## Geografi
Buch ligger cirka 30 km syd for Ulm og 30 km nord for Memmingen ved floden Roth i Mittelschwaben.

### Inddeling
I kommunen ligger ud over Buch, landsbyerne Christertshofen, Dietershofen, Gannertshofen, Nordholz, Obenhausen, Rennertshofen og Ritzisried.